# Ebraica manuscriselor din Qumran
Ebraica manscriselor din Qumran (de la Marea Moartă) datează o perioadă de 400 de ani, între secolul al III-lea înainte de Cristos și secolul I după Cristos, corespunzând epocilor imperiilor elenistic și roman înaintea distrugerii templului din Ierusalim.